# Kolonia Wąsewo
Kolonia Wąsewo (do końca 2017 roku Wąsewo) – wieś w Polsce położona w województwie kujawsko-pomorskim, w powiecie radziejowskim, w gminie Radziejów.

## Podział administracyjny
W latach 1975–1998 miejscowość należała administracyjnie do województwa włocławskiego. Wieś sołecka – zobacz jednostki pomocnicze gminy Radziejów w BIP.

## Demografia
Według Narodowego Spisu Powszechnego (III 2011 r.) liczyła 80 mieszkańców. Jest osiemnastą co do wielkości miejscowością gminy Radziejów.